# Juventino Rosas
José Juventino Policarpo Rosas Cadenas (25. ledna 1868 Santa Cruz de Juventino Rosas – 9. července 1894) byl mexický hudební skladatel a houslista.
Narodil se v Santa Cruz ve státě Guanajuato, dnes Santa Cruz de Juventino Rosas. Svou hudební kariéru zahájil jako pouliční hudebník a hrál s kapelami taneční hudby v hlavním městě Mexico. V letech 1884–85 a 1888 studoval konzervatoř, kterou opustil bez složení zkoušky.
Většina Rosasových skladeb – mezi nimi jeho nejslavnější dílo, valčík „Sobre las Olas“ („Nad vlnami“) – byla vydána nakladateli Wagner y Levien a Nagel Sucesores v Mexico City.
Na konci 80. let 18. století byl Rosas zřejmě členem vojenské kapely a v roce 1891 pracoval v Michoacánu. V letech 1892–93 žil poblíž Monterrey, poté se v roce 1893 připojil k orchestru na turné po USA. Během tohoto turné skupina vystoupila na světové výstavě v Chicagu.
V roce 1894 Rosas absolvoval několikaměsíční turné na Kubu s italsko-mexickým souborem, kde ho postihly velké zdravotní problémy a musel zůstat v Surgidero de Batabanó. Na následky páteřní myelitidy zde zemřel ve věku 26 let. O patnáct let později, v roce 1909, byly jeho ostatky převezeny zpět do Mexika.
Rosas je jedním z nejznámějších mexických skladatelů salonní hudby a také mexickým skladatelem s nejvyšším počtem zahraničních vydání a zvukových nahrávek; první z nich se objevily v roce 1898. Nejznámější Rosasovo dílo, valčík „Nad vlnami“ poprvé vyšlo v Mexiku v roce 1888. Zůstává populární jako klasický valčík a našel si cestu i do dixielandu, bluegrassu, country a tejana.
Rosasův život zpracovává film z roku 1950 Over the Waves.

## Dílo

### Valčíky
- Sobre las Olas (1888)
- Ensueño seductor (1892)

### Polky
- La cantinera (1888, A. Wagner y Levien, Mexico City / Friedrich Hofmeister, Leipzig)
- Carmela (1890, A. Wagner y Levien, Mexico City / Friedrich Hofmeister, Lipsko)
- Ojos negros (1891, A. Wagner y Levien, Mexico City / Friedrich Hofmeister, Lipsko)
- Flores de México (1893, Eduardo Gariel, Saltillo / Robert Forberg, Lipsko)

### Mazurky
- Acuérdate (před 1888, A. Wagner y Levien, Mexico City)
- Lejos de ti (před rokem 1888, H. Nagl. Sucs. )
- Juanita (1890, A. Wagner y Levien Sucs., Mexico City / Friedrich Hofmeister, Lipsko)
- Último adiós (1899, A. Wagner y Levien Sucs., Mexico City / Friedrich Hofmeister, Leies

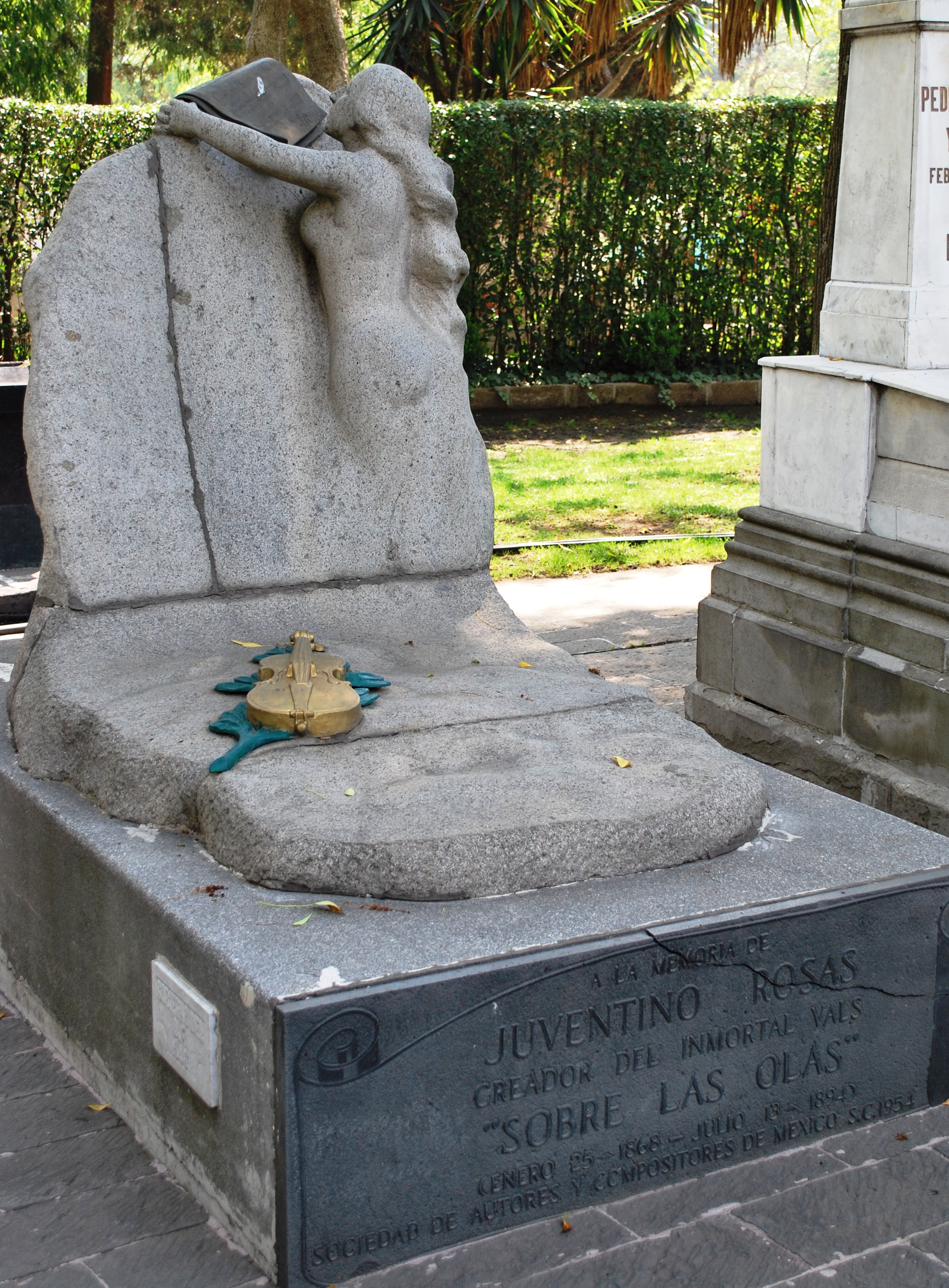
Hrob Juventina Rosase na hřbitově Panteon Civil de Dolores v Mexico City

- El sueño de las flores (před 1888, A. Wagner y Levien, Mexico City / Friedrich Hofmeister, Lipsko)
- Floricultura-Schottisch (před 1888, A. Wagner y Levien, Mexico City / Friedrich Hofmeister, Lipsko)
- Lazos de amor (1888, A. Wagner y Levien Sucs., Mexico City / Friedrich Hofmeister, Lipsko)
- Julia (1890, A. Wagner y Levien Sucs., Mexico City / Friedrich Hofmeister, Lipsko)
- Salud y pesetas (1890, A. Wagner y Levien Sucs., Mexico City / Friedrich Hofmeister, Lipsko)
- Juventa (1892, A. Wagner y Levien Sucs., Mexico City / Friedrich Hofmeister, Lipsko)
- El espirituano (1894, Autogram Archivo Provincial de Sancti Spíritus, Kuba)

### Tance
- Lupe (1888, A. Wagner y Levien, Mexico City / Friedrich Hofmeister, Lipsko)
- Kasino En el (1888, A. Wagner y Levien, Mexico City / Friedrich Hofmeister, Lipsko)
- Juanita (1888, A. Wagner y Levien, Mexico City / Friedrich Hofmeister, Lipsko)
- No me acuerdo (1888, A. Wagner y Levien, Mexico City / Friedrich Hofmeister, Lipsko)
- ¡Qué bueno! (1888, A. Wagner y Levien, Mexico City / Friedrich Hofmeister, Leipzig)
- ¿Y para qué? (1888, A. Wagner y Levien, Mexico City / Friedrich Hofmeister, Leipzig)
- Flores de Romana (1893, Eduardo Gariel, Saltillo)